# Lutz Gürtler
Lutz Gürtler (* 26. April 1942 in Bielefeld) ist ein deutscher Virologe und der Entdecker des HIV-Subtyps O.
Während seiner Studien über HIV in Afrika (1985–1998) sammelte er unter anderem am CHU Department of Haematology in Yaoundé, Kamerun, Blutproben von AIDS-Patienten. Aus einer dieser Proben isolierte er am Max-von-Pettenkofer-Institut der Universität München erstmals eine Variante von HIV-1, die nach der Gensequenzierung wegen ihrer von anderen HIV-1-Subtypen grundsätzlich verschiedenen Struktur den Namen Subtyp O erhielt.

## Leben
Lutz Gürtler promovierte 1969 an der Universität München und wurde dort 1987 zum apl. Professor für Anthropologie und Humangenetik sowie Mikrobiologie und Hygiene ernannt. Nach der Entdeckung des HIV-Subtyps O führte er zahlreiche Studien über die Variabilität der „O-Viren“ gemeinsam mit den Forscherteams von Francois Simon in Paris und von Sushil Devare in Chicago durch. Ab 1986 engagierte er sich für die Einrichtung von Referenzlaboratorien für HIV-Diagnostik in Afrika, ab 1998 leitete er das Institut für medizinische Mikrobiologie der Universität Greifswald. Nach seiner Emeritierung im Jahr 2008 kehrte er als Gastprofessor an das Max von Pettenkofer-Institut in München zurück. Daneben lehrt er Virologie und Bakteriologie an der Universität von Bangangté in Kamerun. 2024 wurde ihm das Bundesverdienstkreuz 1. Klasse verliehen.